# Annabelle Lewis
Annabelle Lewis (20 marzo 1987) è una velocista britannica.

## Palmarès
| Anno | Manifestazione   | Sede    | Evento  | Risultato | Prestazione | Note |
| ---- | ---------------- | ------- | ------- | --------- | ----------- | ---- |
| 2009 | Europei under 23 | Kaunas  | 4×100 m | Oro       | 43"89       |      |
| 2011 | Europei under 23 | Ostrava | 4×100 m | Bronzo    | 44"34       |      |
| 2013 | Mondiali         | Mosca   | 4×100 m | Bronzo    | 42"87       |      |